# Aleksandr Tkatjov
Aleksandr Vasiljevitj Tkatjov (ryska: Алекса́ндр Васи́льевич Ткачёв), född 4 november 1957 i Semiluki, Ryssland, är en sovjetisk gymnast.
Tkatjov tog OS-guld i lagmångkampen, OS-guld i barr och OS-silver i ringar i samband med de olympiska gymnastiktävlingarna 1980 i Moskva.